# Anidride solforosa (album)
Anidride solforosa è il quinto album in studio del cantautore italiano Lucio Dalla, pubblicato il 20 gennaio 1975 per dall'etichetta discografica RCA Italiana.

## Descrizione
Dopo Il giorno aveva cinque teste, primo album in cui i testi erano opera del poeta bolognese Roberto Roversi, Dalla incide nel 1974 un 45 giri, Anna bellanna, dove torna a collaborare per il testo con Paola Pallottino; dopodiché inizia a lavorare al nuovo LP, dove ritorna al sodalizio con Roversi.
Anche in questo disco il poeta affronta per lo più tematiche sociali, come la delinquenza minorile in Mela di scarto (il Ferrante Aporti che si cita nel testo è il riformatorio di Torino) o lo sfruttamento del proletariato da parte della borghesia in Le parole incrociate (dove nel sottofondo musicale la fisarmonica cita la melodia della canzone popolare siciliana Ciuri ciuri), il modo morboso dei mass media di affrontare i casi di cronaca nera in Carmen Colon (che era stata, nel 1971, una delle vittime del cosiddetto Alphabet Killer) o ancora le contraddizioni del capitalismo in La borsa valori (il cui testo è per la quasi totalità un elenco di titoli azionari e del loro valore, e che nella musica ha due citazioni eseguite dall'orchestra d'archi, Raindrops keeps falling on my head di Burt Bacharach e Singin' in the rain).
Non mancano però canzoni d'amore: su tutte quella che conclude il lato uno, Tu parlavi una lingua meravigliosa, una delle canzoni più belle nate dalla collaborazione di Roversi con Dalla, e che per questo motivo viene scelta dalla RCA come 45 giri (sull'altro lato c'è invece la title track dell'album).
Rispetto al precedente, vi è un cambiamento per la produzione, che è di Renzo Cremonini, mentre gli arrangiamenti sono curati nuovamente dal maestro Ruggero Cini.
Nella copertina non sono riportati i nomi dei musicisti, eccetto quello delle Baba Yaga, che cantano nei cori.
La copertina del disco raffigura un disegno di Enrico Manelli che ritrae Lucio Dalla, e lo stesso disegno si trova nel poster interno allegato alla prima edizione del disco (ma non nelle ristampe).
La canzone Le parole incrociate era già stata eseguita da Dalla nei concerti effettuati l'anno precedente insieme a Francesco De Gregori, Antonello Venditti e Maria Monti, ed infatti è inserita nel disco Bologna 2 settembre 1974 (dal vivo); presentando il brano Dalla dice che il protagonista della canzone è il protagonista della storia, e cioè il popolo (ed infatti nel testo sono raccontati molti episodi della storia d'Italia).
Nel disco dal vivo, tra l'altro, il verso «fucilazioni in massa, dentro al castello antico» viene modificato in «spari, capestri e mazze, dentro al castello antico», e mancano i tre versi «Il gioco dei potenti/è di cambiare se vogliono/anche la corsa dei venti».
Il brano Anidride solforosa, è stato eseguito in concerto durante il tour del 1993 da Francesco De Gregori, che lo ha eseguito insieme ad Angela Baraldi, ed è stato inserito l'anno dopo nell'album dal vivo Bootleg. La presenza della cantautrice bolognese rende giustizia al testo, i cui versi della strofa danno voce a un personaggio femminile che approda dalla provincia alla metropoli.

## Tracce
Lato A
Testi di Roberto Roversi, musiche di Lucio Dalla.
1. Anidride solforosa – 5:13
2. La borsa valori – 3:20
3. Ulisse coperto di sale – 4:44
4. Carmen Colon – 4:19
5. Tu parlavi una lingua meravigliosa – 3:52

Lato B
Testi di Roberto Roversi, musiche di Lucio Dalla.
1. Mela da scarto – 4:02
2. Merlino e l'ombra – 4:04
3. Non era più lui – 4:06
4. Un mazzo di fiori – 4:05
5. Le parole incrociate – 5:23

## Formazione
- Lucio Dalla – voce, pianoforte, clarinetto, sax
- Mario Scotti – basso
- Carlo Felice Marcovecchio – batteria
- Roberto Rosati – chitarra
- Ruggero Cini – tastiera
- Luciano Ciccaglioni – chitarra acustica ed elettrica
- Toto Torquati – tastiera
- Baba Yaga – cori